# Eddie Reeve
Edward Gordon Reeve (Londra, 3 dicembre 1947) è un allenatore di calcio ed ex calciatore inglese, di ruolo centrocampista.

## Carriera
Nato nel Borgo metropolitano di Islington, Londra, si forma nelle giovanili del Brentford, debuttando in prima squadra l'11 dicembre 1965 nella sconfitta per 2-0 contro il Mansfield Town, incontro valido per Third Division 1965-1966. Il campionato si concluse con la retrocessione in quarta serie, dove militò per altre due stagioni. 
In tutte le competizione Reeve ha giocato con i Bees 26 incontri.
Fu temporaneamente ceduto al Lincoln City, senza però debuttarvi.
Nel 1968 si trasferisce negli Stati Uniti d'America per giocare nel Los Angeles Wolves, società militante nella neonata NASL. Con i Wolves ottenne il terzo posto della Pacific Division, piazzamento insufficiente per ottenere l'accesso alla fase finale della North American Soccer League 1968.
Terminata l'esperienza americana gioca nei campionati minori, militando in club come l'Hillingdon Town, l'Enfield, l'Hounslow e Woking.
Lasciato il calcio giocato ha allenato l'Hounslow.